# 中能登町立鹿西小学校
中能登町立鹿西小学校（なかのとちょうりつろくせいしょうがっこう）は、石川県鹿島郡中能登町能登部下にある公立の小学校である。

## 概要
鹿西町立能登部小学校と鹿西町立金丸小学校が併合され、2005年（平成17年）4月に創立。2022年度（令和4年度）は全学年1クラスで、児童数は182人。
5年生では古代米を作る授業が行われていることが、2007年に読売新聞の記事で取り上げられたことがある。

## 通学区域
中能登町
- 金丸[7]
- 能登部下[7]
- 徳丸[7]
- 能登部上[7]
- 西馬場[7]
- 上後山[7]
- 下後山[7]

## 進学先
- 中能登町立中能登中学校[7]

## 周辺
- JR七尾線 能登部駅
- 石川県道2号七尾羽咋線
- 石川県道304号鹿西氷見線